# Bitwa o Ar-Rakkę (2013)
Bitwa o Ar-Rakkę – szturm rebeliantów na miasto Ar-Rakka leżące w muhafazie o tej samej nazwie w dniach 2–6 marca 2013 podczas syryjskiej wojny domowej. Walki zakończyły się zwycięstwem rebeliantów, okupionym śmiercią ok. 140 osób.

## Bitwa
2 marca 2013 siły rebelianckie złożone z Wolnej Armii Syrii i islamistów, rozpoczęły ofensywę w muhafazie Ar-Rakka. Doszło wówczas do starć na przedmieściach stolicy muhafazy o tej samej nazwie. W mieście słychać było eksplozje, w niebo unosiły się kłęby dymu. Pozycje nacierających rebeliantów były bombardowane przez śmigłowce. Mimo tego rebelianci 3 marca 2013 zdobyli kilka punktów wojskowych oraz więzienie w których przetrzymywano m.in. osoby represjonowane przez miejscowe władze. Dzień później bojownicy przedostali się do centrum miasta, gdzie obalono pomnik zmarłego w 2000 Hafiza al-Asada. Wolna Armia Syrii wspierana przez dżihadystów kontrolowała wtedy większą część miasta, przystępując do oblężenia siedziby wywiadu wojskowego. Siły rządowe zostały odepchnięte na teren portu lotniczego odległego o 60 km od miasta.
Podczas walk z 4 na 5 marca 2013 w mieście Ar-Rakka w ręce rebeliantów wpadł tamtejszy gubernator Hasan Dżalila. Był to najwyższy rangą przedstawiciel władz pojmany przez opozycjonistów od początku wojny domowej. W odwecie siły rządowe, które utraciły kontrolę nad miastem, do akcji posłały lotnictwo, które w trakcie dnia dokonało 30 uderzeń. Ponadto w rejon walk zostały wysłane dodatkowe oddziały żołnierzy, które miały odbić Ar-Rakka z rąk rebeliantów. 6 marca kontynuowano bombardowania. Przeprowadzono 25 nalotów, w których zginęło 39 osób. Ci mieszkańcy, którzy poparli zdobycie miasta przez rebeliantów, ewakuowało się z Rakki. Większość uchodźców szukało schronienia w wioskach wokół miasta, ale brak żywności powodował migracje do Turcji. W bitwie o Ar-Rakkę zginęło 46 rebeliantów, 30 żołnierzy (dalszych 300 zostało pojmanych) i ok. 70 cywilów.

## Następstwa
Ar-Rakka, stopniowo padała łupem radykalnych islamistów, przed którymi uciekała lokalna ludność i umiarkowane grupy zbrojne. Dżihadyści na kontrolowanych terenach wprowadzili i egzekwowali szariat. Ar-Rakka była jedyną stolicą muhafazy w Syrii kontrolowaną przez bojówki antyrządowe. Stała się też bastionem islamistów, którzy trzymali „porządek” w mieście i prześladowali innowierców, przeprowadzając publiczne egzekucje.
Miasto było systematycznie bombardowane przez syryjskie lotnictwo, także za pomocą bomb próżniowych, czy ziemia-powietrze, w wyniku czego cierpieli cywile.
W styczniu 2014 podczas walk między skłóconymi frakcjami rebeliantów, dżihadyści z Państwa Islamskiego, wyparli z miasta bojowników Dżabhat an-Nusra oraz Ahrar asz-Szam. 29 czerwca 2014 Państwo Islamskie ogłosiło powstanie kalifatu na ziemiach Syrii i Iraku, a Ar-Rakka, stała się głównym miastem kontrolowanym przez dżihadystów w Syrii.
23 lipca 2014 w kontrolowanej przez Państwo Islamskie Ar-Rakce, batalion islamski o sile 640 bojowników, przypuściło szturm na bazę 17. Dywizji Syryjskich Sił Zbrojnych. Był to ostatni przyczółek armii syryjskiej na terenie islamistycznego „kalifatu”, leżący na północ od miasta. Atak na bazę nastąpił z trzech stron, a bramy zostały sforsowane przez dwóch zamachowców-samobójców. Eksplozje spowodowały śmierć 19 żołnierzy. Baza padła 26 lipca 2014. Wówczas około 300 żołnierzy uciekło w kierunku Bazy nr 91 oraz okolicznych wsi. Pokonani wojskowi udali się również do Bazy Tabka, znajdująca się 55 km na zachód od Ar-Rakki, nad zbiornikiem retencyjnym Al-Asad. 50 żołnierzy zostało pojmanych przez dżihadystów. Ścięto im głowy, które porozrzucano po ulicach miasta, lub nabijano na pale. W trakcie bitwy o 17. Bazę śmierć poniosło też 28 islamistów i łącznie 105 żołnierzy.
W 2017 roku doszło do kolejnej bitwy o miasto zakończonej jego zdobyciem przez składające się głównie z Kurdów Syryjskie Siły Demokratyczne, 17 października 2017.